# ブリティッシュウォーマー

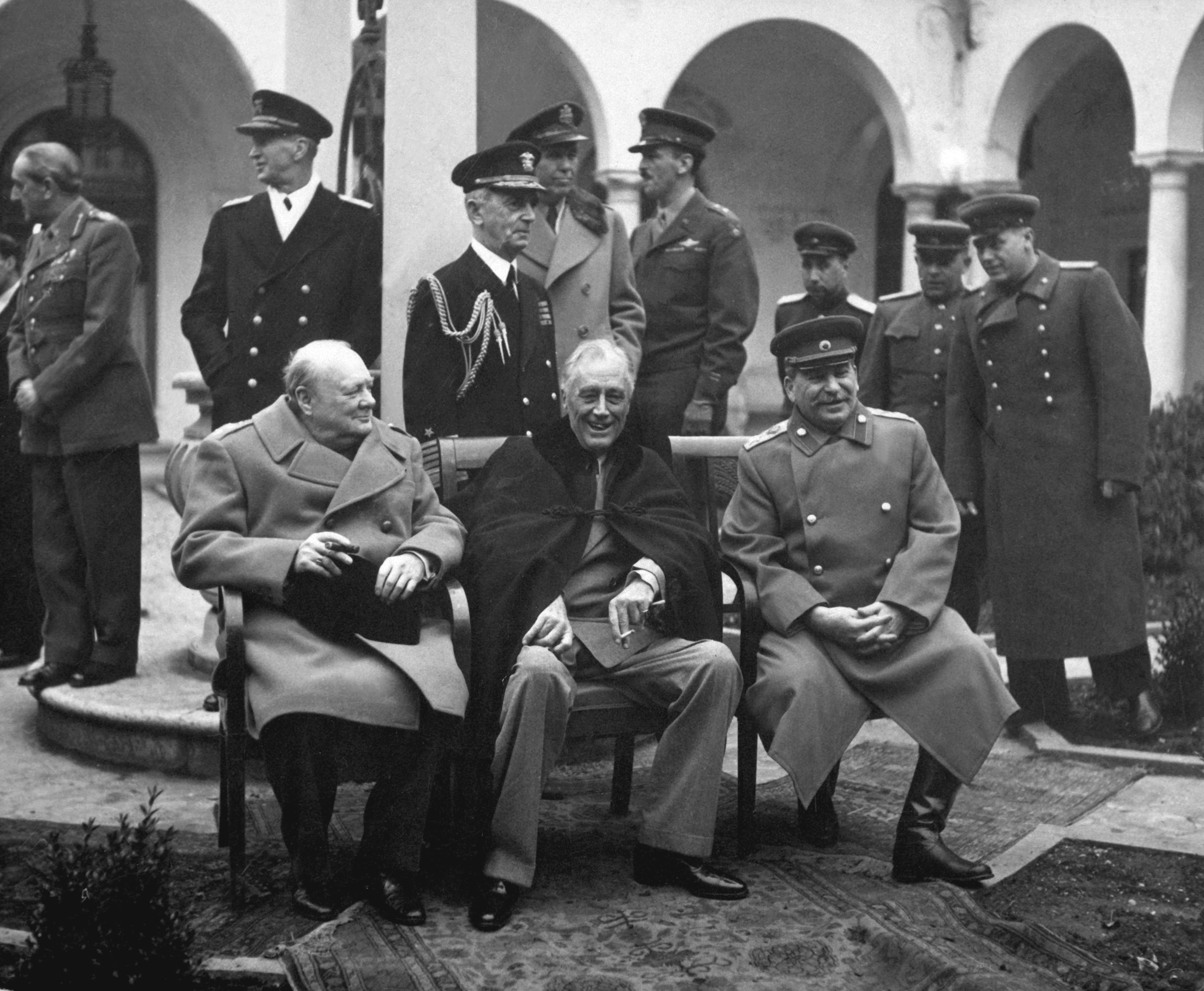
ヤルタ会談の写真。チャーチルが着ているものがブリティッシュウォーマー。

ブリティッシュウォーマー、ブリティッシュウォームもしくはブリティッシュウォーマー（ウォーム）オーバーコートは第一次世界大戦中にイギリス軍士官が使用していたグレートコートをベースとしたウール製のオーバーコート。防寒用。
ブリティッシュウォーマーは1914年頃にイギリス軍士官の軍用グレートコートとして登場した。軍用でありながら、ウィンストン・チャーチルが使用したことにより有名となり一般的に普及した。
厚手で、ダブルブレステッド（ボタンが2列）、6ボタンの3つ掛け、襟はピークド・ラペル・カラー（下襟（ラペル）の先が上向きになっているのが特徴の襟（衿）の形。）でエポーレットが特徴。コート丈は膝丈かそれよりやや短めの丈となっている。
ポロコートを軍服に採用したものと言われており、ポロコートの別名としても使用される。